# Overload
"Overload" é o single de estréia do girl group britânico Sugababes. Foi lançado em 11 de setembro de 2000 através da London Records como single principal do álbum de estréia do grupo, One Touch (2000). Na época, o grupo consistia em Siobhán Donaghy, Mutya Buena e Keisha Buchanan. Foi coproduzido e co-escrito pelos compositores e produtores britânicos Paul Simm, Felix Howard, Jony Rockstar e Cameron McVey. O tema geral da música envolve a paixão de uma adolescente por um garoto e sua situação difícil de administrar.
A música foi listada no número 432 na lista das 500 melhores músicas da Pitchfork Media, dos anos 2000. Recebeu uma recepção extremamente positiva dos críticos de música. A música apresenta a trilha sonora do filme High Heels e Low Lifes de 2001, dirigida por Mel Smith e o filme de 40 Days and 40 Nights de 2002, dirigido por Michael Lehmann. A canção foi nomeada para "Best British Single" nos BRIT Awards de 2001 e depois inspirou o título da compilação de grandes sucessos do grupo Overloaded: The Singles Collection. Uma controvérsia também cercou a canção "Make Over" da cantora de gravação americana Christina Aguilera por "copiar" o som e o conceito de "Overload". As cópias posteriores de Stripped, incluíram os créditos para Buchanan, Good, Donaghy, Jonathan Lipsey, Felix Howard, Cameron McVey e Paul Simm.

## Antecedentes
"Overload" foi co-escrita pelas intregrantes do grupo Siobhán Donaghy, Mutya Buena e Keisha Buchanan, juntamente com os coprodutores da canção, Cameron McVey, Paul Simm e contribuidor de longa data do Sugababes, Jony Rockstar. A faixa combina estilos de eletrônica, hip-hop e R&B, apresentando contribuições de inúmeros instrumentos, incluindo: tambor, baixo, teclado, guitarra e trompa.

## Composição
"Overload" é uma música pop e R&B com elementos de soul e hip hop. Amy Raphael, do The Observer, descreveu-o como uma "rica canção de R&B e produzida de forma suave". De acordo com as partituras digitais publicadas pela EMI, a música está escrita na nota de Fá sustenido maior com tempo comum, com um tempo de 98 batimentos por minuto. O intervalo vocal de Sugababes na canção abrange a nota mais alta de Fá para a nota mais baixa de Sol. A linha do refrão da música, "Train vem, eu não sei o seu destino", é cantada em oitavas dobradas. Matthew Horton da Virgin Media, disse que a música contém "batidas de brincadeira, vocais melados e violão de surf".

## Recepção da crítica e legado
"Overload" recebeu a aclamação crítica universal pelos críticos de música. A NME considerou a qualidade da música como "hediondamente infecciosa" e elogiou a faixa como irresistível e amigável ao rádio. O The Portland Mercury também considerou a música irresistível e aplaudiu suas "harmonias de pop rápida" e "batidas de dança jazzística". Sydney Morning Herald chamou a faixa de "desarmadamente sofisticada". Cameron Adams do Herald Sun, escreveu que a "Sobrecarga" é um dos "melhores momentos" do grupo, e refletiu sobre o motivo pelo qual a música não se assemelha àquelas lançadas por outros grupos femininos. The Observer chamou a música de hit "brilhante", com "classe inesperada" e citou a como o ponto de partida do "curso para o estrelato" das Sugababes..
Nick Levine da Digital Spy, considerou "Overload" como um dos melhores singles de estréia de um grupo feminino britânico, enquanto também foi Year End Top 10 Singles para o ano de 2000 pelo NME. Pitchfork a incluiu no #432 em da sua lista de 500 melhores faixas da Década em 2009. Em outubro de 2011, O NME a colocou no número 51 na lista "150 Melhores faixas dos últimos 15 anos". Em 2014, eles a incluíram no número 493 em sua lista das 500 maiores músicas de todos os tempos.

## Performance comercial
"Overload" entrou no UK Singles Chart no número seis em 23 de setembro de 2000. Na semana seguinte, seguido de cinco semanas consecutivas, no gráfico. "Overload" vendeu cerca de 160 mil cópias no Reino Unido, classificando-a como o nono single mais vendido. Na Irlanda, "Overload" estreou no número 25 e atingiu seu pico de número 15, cinco semanas depois. Foi o único single do One Touch, a chegar aos vinte e cinco na Irlanda. "Overload" entrou na tabela de singles na Áustria no número 34 em 21 de janeiro de 2001 e mais tarde alcançou o número três por duas semanas consecutivas, gastando mais três semanas no top-10 do gráfico. Tornou-se o segundo melhor realizador do grupo na Áustria até à data.
Na Alemanha, "Overload" estreou no número quatro e atingiu o número três duas semanas depois. A música conseguiu passar seis semanas no top-10 do gráfico, e foi certificado de Ouro pelo Bundesverband Musikindustrie, denotando remessas de 250.000 cópias do single. "Overload" atingiu o número cinco na Suíça e passou 29 semanas no gráfico. Na Noruega, "Overload" estreou no número 17 e ocupou o cargo por três semanas consecutivas; atingiu uma posição máxima do número 12 em sua quarta semana no gráfico. O single atingiu o top-20 nos Países Baixos e a posição quarenta nas regiões de Flandres e da Valónia na Bélgica. A música atingiu o número 21 na Suécia e passou 17 semanas no gráfico. "Overload" também se tornou um sucesso comercial na Nova Zelândia, onde atingiu o primeiro lugar no número 2. Na Austrália, a música alcançou o número 27 por duas semanas não consecutivas.

## Videoclipe
O videoclipe de "Overload" foi dirigido por Phil Poynter e filmado em Londres, Inglaterra, em agosto de 2000. O vídeo não possui nenhum argumento e é conhecido por seu estilo fresco e simplista, um estilo que elas investiram muito em seus primeiros clipe. Ele apresenta o grupo com uma variedade de roupas sempre em mudança, cantando a música em frente a um fundo branco vazio, por si mesmos ou juntos como um grupo.

## Singles
| CD maxi single |                                            |         |  |
| N.º            | Título                                     | Duração |  |
| 1.             | "Overload" (Edição original)               | 4:35    |  |
| 2.             | "Lush Life"                                | 4:41    |  |
| 3.             | "Overload" (Capoeira Remix – Versão vocal) | 8:06    |  |
| 4.             | "Overload" (Instrumental)                  | 4:19    |  |

| CD single |                              |         |  |
| N.º       | Título                       | Duração |  |
| 1.        | "Overload" (Edição original) | 4:35    |  |
| 2.        | "Lush Life"                  | 4:41    |  |
| 3.        | "Overload" (Instrumental)    | 4:19    |  |

## Desempenho nas paradas
| Chart (2000–01)                                | Maior posição |
| ---------------------------------------------- | ------------- |
| O campo songid é OBRIGATÓRIO PARA PARADA ALEMÃ | 3             |
| Austrália (ARIA)                               | 27            |
| Áustria (Ö3 Austria Top 75)                    | 3             |
| Bélgica (Ultratop 50 de Flandres)              | 38            |
| Bélgica (Ultratop 50 da Valônia)               | 32            |
| Irlanda (IRMA)                                 | 15            |
| Noruega (VG-lista)                             | 12            |
| Nova Zelândia (Recorded Music NZ)              | 2             |
| Países Baixos (Dutch Top 40)                   | 14            |
| Países Baixos (Single Top 100)                 | 20            |
| Reino Unido (UK Singles Chart)                 | 6             |
| Suécia (Sverigetopplistan)                     | 21            |
| Suíça (Schweizer Hitparade)                    | 5             |

| Chart (2001)                                   | Posição |
| ---------------------------------------------- | ------- |
| O campo songid é OBRIGATÓRIO PARA PARADA ALEMÃ | 48      |
| Áustria (Ö3 Austria Top 75)                    | 26      |
| Suíça (Schweizer Hitparade)                    | 69      |